# Geranium pavonianum
Geranium pavonianum är en näveväxtart som beskrevs av John Isaac Briquet. Geranium pavonianum ingår i släktet nävor, och familjen näveväxter. Inga underarter finns listade i Catalogue of Life.